# Cadence-lypso
Cadence-lypso is een dansmuziek in het Caribisch gebied. Het is ontwikkeld als een fusion tussen cadance uit Haïti en calypso uit Trinidad & Tobago. In de jaren 1970 was de Dominicaanse band Exile One uit Guadeloupe een pionier in dit genre. Ze populariseerde het genre via dansclubs in de Creoolse Caribische wereld, Afrika, en de Franse Antillen. Gordon Henderson, de bandleider en oprichter van Exile One, bedacht de term cadans-lypso voor het genre